# Cărpinet (gmina)
Cărpinet – gmina w Rumunii, w okręgu Bihor. Obejmuje miejscowości Călugări, Cărpinet, Izbuc i Leheceni. W 2011 roku liczyła 1932 mieszkańców.